# Réveil gallois de 1904-1905

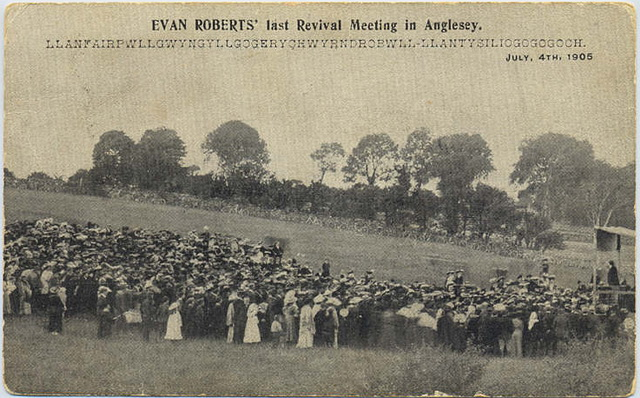
Le dernier Revival Meeting d'Evan Robert à Anglesey

Le Réveil gallois de 1904–1905 fut un Réveil religieux protestant au Pays de Galles au XXe siècle. Resté relativement peu connu, il n’en fut pas moins l’un des plus massifs par ses effets sur la population galloise et il sut s’exporter dans plusieurs pays.

## Contexte
Le Réveil gallois de 1904–1905 ne fut pas le premier Réveil religieux au Pays de Galles. Le précédent avait eu lieu en 1859, dans un contexte totalement différent. À partir de 1850, le sentiment religieux prévalent au Pays de Galles fut de moins en moins calviniste dans sa forme. Une génération de leaders et prédicateurs puissants s’éteignait avec Christmas Evans (en) (1766–1838), John Elias (en) (1744–1841) et Henry Rees (cy) (1798–1869). Une série de réveils méthodistes eurent lieu à Cwmafan (1866), Rhondda (1879), Carmarthen et Blaenau Ffestiniog (1887), Dowlais (1890) et Pontnewydd (1892) mais leur impact resta local.

## Déroulement

### Les débuts
L’origine du mouvement de réveil des années 1904-1905 n’est pas établie et plusieurs lieux peuvent être considérés comme des foyers majeurs de ce réveil.

### New Quay et Blaenannerch
L'un des initiateurs du Réveil de 1904 fut le prédicateur méthodiste de New Quay, Joseph Jenkins, qui avait organisé une conférence à New Quay en 1903 sur le thème "approfondir notre allégeance au Christ". Après une nouvelle conférence en février 1904, les écoles du dimanche ainsi que les réunions de milieu de semaine nouvellement créées devinrent très animées et les membres de l’église de Joseph Jenkins se rendirent dans les villes et villages voisins pour témoigner du changement apporté dans leur vie par leur acceptation du message du Christ.
En septembre 1904, une grande réunion eut lieu à Blaenannerch (cy). Elle connut un vif succès en termes de nombre de participants et de conversions, et ce phénomène de Réveil commença à faire l’objet de nombreux commentaires dans la région et au-delà. À ce stade, le quotidien gallois South Wales Daily News s’empara du phénomène, qu’il décrivit comme le 3e grand réveil à l’œuvre dans le pays (les deux premiers réveils étant le réveil méthodiste gallois (en) (1740-1790) et le 2e réveil méthodiste de 1859).

### Ammanford
En novembre 1904 Jenkins fut à prêcher aux réunions à Bethany, à Ammanford, l'église du pasteur Nantlais Williams. Bien qu'il eût déjà été ordonné pasteur, Williams connut, ce week-end de novembre, une expérience de conversion avant l'arrivée de Jenkins.
Lorsque les réunions avaient été organisées, la nouvelle des conversions à New Quay et Blaenannerch n’étaient pas encore connues, aussi une réunion supplémentaire fut-elle organisée à la hâte le dimanche après-midi pour que Joseph Jenkins puisse raconter ces événements. Le pasteur Williams pensait qu'une telle réunion présentait peu d’intérêt et il était sceptique sur le nombre de participants qu’elle attirerait ; mais à son arrivée, il put à peine se faufiler dans la chapelle pour entendre Jenkins.
Il avait été convenu que Jenkins prêcherait encore le lundi soir avant son retour à New Quay. L'Église était à nouveau pleine. LA surprise fut grande lorsqu’un un participant s’écria de manière spontanée : "Une autre réunion de ce type se tiendra ici demain soir ...". La salle fut de nouveau pleine pour cette réunion, et elle se poursuivit jusqu'aux petites heures du matin.

### Pays de Galles du nord
À compter de décembre 1904 Joseph Jenkins fit une tournée de prédication et de témoignage dans le nord du Pays de Galles pendant trois mois. De nombreuses réunions eurent lieu à Amlwch, Llangefni, Llannerch-y-medd, Talysarn (en), Llanllyfni, Llanrwst, Denbigh et Dinorwig (en), et à l’université de Bangor, où des étudiants se convertirent. Mais encore plus de conversions eurent lieu à Bethesda. L'un des animateurs du Réveil, John Thomas Job (en), décrivit la réunion tenue à Bethesda le 22 décembre 1904, comme "un ouragan".

### Evan Roberts et Loughor
Evan Roberts était un jeune home d’origine modeste qui se destinait au ministère. Déjà impressionné par les informations qui circulaient sur les conversions à New Quay et Blaenannerch, il arriva à Newcastle Emlyn pour suivre sa formation théologique. Le revivaliste Seth Joshua arrivait justement dans la région pour y tenir diverses réunions : Evan Roberts s’y joignit avec beaucoup d’attentes.
Trois mois après son arrivée à Newcastle Emlyn, donc sans terminer sa formation, il retourna dans sa région natale de Loughor pour prêcher le Réveil. Il disait avoir eu des visions inspirées par l’Esprit saint, certaines très spécifiques comme le nombre 100 000, représentant le nombre d’âmes que Dieu voulait qu’il sauve. Au fur et à mesure que le Réveil se développait, il semble qu’Evan Roberts se soit de plus en plus appuyé sur ce qu’il considérait être la direction reçue de la part de l’Esprit saint.
D’abord modestes, les réactions à la prédication d’Evan Roberts devinrent rapidement énormes. Il enchaîna les réunions sans hésiter à les laisser se poursuivre jusqu’au matin. Il réunit ensuite une équipe et laça dans une tournée du Pays de Galles du sud pour y prêcher le réveil dans les différentes vallées.
Quelques mois plus tard, Evan Roberts ne vécut pas bien l’essoufflement du Réveil, et la frustration de l’attente d'un vaste réveil mondial qui habitait son équipe ; il sombra dans la dépression. Il fut alors hébergé par un ami, et co-écrivit un livre avec la femme de celui-ci, Jessie Penn-Lewis. Ce livre, Guerre contre les Saints (War on Saints), considéré par certains comme hérétique à cause de son utilisation du terme «possession» pour décrire l’effet potentiel du diable sur l’esprit des croyants, dont il se désolidarisera ultérieurement, a été sévèrement critiqué.

### Rôle de la Presse
Pour la première fois, les journaux jouèrent un rôle de premier plan dans un Réveil. Les comptes-rendus réguliers des réunions du Réveil faits par le Western Mail et le South Wales Daily News, les deux quotidiens du Pays de Galles, développèrent une publicité et une atmosphère d’excitation qui contribua à alimenter le Réveil. Le Western Mail publia en particulier des reportages détaillés sur les réunions présidées par Evan Roberts à Loughor.

## Évaluation et influence

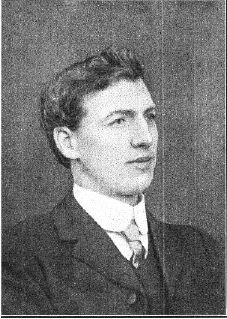
Evan John Roberts (1878 – 1951). Il fut l’un des principaux leaders du Réveil gallois.

### Renouveau chrétien au Pays de Galles
Le Réveil dura moins d'un an, mais toucha 100.000 personnes. "Ce mouvement a rempli les églises galloises pour plusieurs années - des sièges ont par exemple installés dans les allées de l’église baptiste de Mount Pleasant à Swansea pendant une vingtaine d’années."
Le réveil gallois ne fut pas un mouvement religieux isolé, mais fit partie de la modernisation de la Grande-Bretagne.
Lancé comme un effort pour susciter une spiritualité ouverte à tous et donc non-confessionnelle, le réveil gallois de 1904-1905 a coïncidé avec la montée du mouvement ouvrier, le socialisme et une désaffection générale envers la religion dans la classe ouvrière et les jeunes. Placé dans le contexte, la reprise de courte durée apparaît à la fois comme un point culminant pour les religions non-conformistes et une étincelle du changement dans la vie religieuse galloise. Le mouvement s’est étendu à l’Écosse et à l'Angleterre, avec sans doute un million de personnes converties en Grande-Bretagne.

### Rayonnement international
"Le Réveil [gallois] s’est en parallèle répandu dans le reste de la Grande-Bretagne, en Scandinavie et dans plusieurs régions d’Europe continentale, en Amérique du Nord et dans les champs de mission lointains de l’Inde et de l’Orient, d’Afrique et d’Amérique latine."
Des missionnaires ont prolongé le mouvement à l'étranger; il a été particulièrement influent sur le point de départ du mouvement pentecôtiste, le réveil d'Azusa Street ("Azuza Street Revival") de 1906 à Los Angeles.
En France, les Églises évangéliques du Réveil ont leur origine dans des réunions organisées par les évangélistes George Jeffreys, Douglas Scott et Adolphe Hunziker . La première église du mouvement en Suisse a été établie à Genève en 1935 par Adolphe Hunziker . En 2011, il y a avait plus de 15 églises en Suisse, en France et en Belgique.

### Rôle de la musique et des visions
Contrairement aux réveils religieux antérieurs fonctionnant essentiellement sur la force de la prédication, celui de 1904-1905 fut fondé principalement sur la musique et sur de prétendus phénomènes paranormaux comme les visions d’Evan Roberts. L'accent intellectuel des réveils gallois précédents avait laissé une pénurie d'imagerie religieuse que ces visions fournirent. Les visions ont également contribué à combattre la position tenue par les adversaires du Réveil de tendance théologique libérale qui étaient favorables à l’étude scientifique et historico-critique de la Bible, position perçue par les apôtres du Réveil comme un refus de l'élément spirituel et miraculeux de l'Écriture. La structure et le contenu des visions répliquaient celles de la Bible ou de la tradition mystique chrétienne, mais aussi, en juxtaposant des images bibliques avec des scènes familières aux croyants gallois de l’époque, elles éclairaient les tensions personnelles et sociales auxquelles le Réveil permettait de répondre.

## Culture populaire
- Dans son roman dystopique écrit en 1907 Lord of the World (paru en français en 1910 sous le titre "Le Maître de la terre"), le prêtre et écrivain catholique Robert Hugh Benson prit Evan Roberts et le Réveil gallois de 1904-1905 comme modèles pour le règle de l’Antéchrist[7].
- Le roman de Rhys Davies, The Withered Root[8], écrit en 1927, a été inspiré par le Réveil gallois de 1904-1905.
- En 2004, la BBC a réalisé un programme sur le Réveil gallois de 1904-1905 dans la série Bread of Heaven, présentée par le journaliste gallois Huw Edwards (journaliste).
- En 2005, c’est une comédie musicale intitulée "Amazing Grace" qui a été produite sur le Réveil gallois de 1904-1905[9]. La musique et les paroles furent écrites par Mal Pope (en) d'après le livre de Frank Vickery (en).

### En français
- Henri Bois, Le Réveil au Pays de Galles, 1905, 491 pages,  (ISBN 9782362601309) (epub),  (ISBN 9782362601293) [PDF])

### En anglais
- "Awstin" and other special correspondents of the Western Mail: "The Religious Revival in Wales" 2004
- J Vyrnwy Morgan: "The Welsh Religious Revival 1904-05: A Restrospect and Critique" : 2004
- Clark, Dudley Charles. "Revolt and revival in the valleys: the influence of religion and revivalism on the politics and labour relations of the Taff Vale Railway, south Wales, 1878-1914." (PhD Dissertation. University of Leeds, 2012)
- Eifion Evans, The Welsh Revival of 1904, third ed. (Bridgend, 1987)
- Noel Gibbard, Fire on the Altar: A History and Évaluation of the 1904–05 Revival in Wales (Bridgend, 2005).
- Noel Gibbard, On the Wings of the Dove: The International Effects of the 1904–05 Revival (Bridgend, 2002).
- Edward J. Gitre, "The 1904–05 Welsh Revival: Modernization, Technologies, and Techniques of the Self." Church history 73#4 (2004): 792-827.
- Brynmor P. Jones, Voices from the Welsh Revival (Bridgend, 1995).
- R. Tudur Jones, Faith and the Crisis of a Nation: Wales 1890–1914, trans. Sylvia Prys Jones ed. Robert Pope (Cardiff, 2004).
- Digby L. James (ed.), The Religious Revival in Wales: Contemporaneous Newspaper Accounts of the Welsh Revival of 1904–05 Published by the Western Mail (Western Rhyn: Quinta Press, 2004)
- Harvey, John. "Spiritual Emblems: The Visions of the 1904-5 Welsh Revival," Llafur: Journal of Welsh Labour History/Cylchgrawn Hanes Llafur Cymru, 1993, Vol. 6 Issue 2, pp 75–93
- Jones, J. Gwynfor. "Reflections on the Religious Revival in Wales 1904-05," Journal of the United Reformed Church History Society, Oct 2005, Vol. 7 Issue 7, pp 427–445
- Stead, W. T. and G. Campbell Morgan. The Welsh Revival 1905. The Pilgrim Press.
- War on The Saints, Jessie Penn-Lewis & Evan Roberts Diggory Press,  (ISBN 1-905363-01-X); The Full Text, Unabridged Edition Thomas E. Lowe, Ltd.,  (ISBN 0-913926-04-3)
- The Awakening in Wales & Some of the Hidden Springs (republished as Fuel for Revival), Diggory Press,  (ISBN 1-84685-542-X)
- I Saw The Welsh Revival, David Matthews Pioneer Books,  (ISBN 0-9626908-2-1)
- The World Aflame, Rick Joyner, Whitaker House, 1995,  (ISBN 0-88368-373-3)

- Welsh Revival – History
- Welsh Revival – BBC – History
- The Welsh Revival Library